# Marketa Reindlova
Marketa Reindlova (1975), ook Markéta Schley Reindlová,  is een Tsjechisch organist.

## Levensloop
Van 1981 tot 1989 volgde ze pianolessen in de Muziekschool van Třemošná bij Pilsen, bij Jitka Stoevová. Van 1989 tot 1995 studeerde ze aan het Conservatorium van Pilsen, orgel bij Jitka Chaloupková en piano bij Anna Černá. 
Van 1995 tot 2000 studeerde ze orgel bij Jan Hora aan de Muziekacademie in Praag. Ze volgde bijkomende cursussen bij de volgende docenten en met volgende thema's:
- Bernard Winsemius - Norddeutsche Orgelschule, Praag, CZ
- Martin Sander - Süddeutsche Orgelschule, Praag, CZ
- Martin Sander - Norddeutsche Orgelschule, Salzgitter-Ringelheim, Duitsland
- Martin Sander - Max Reger, Verden, Duitsland
- Michel Bouvard - Franse Barokmuziek, Praag, CZ
- Ludger Lohmann - J.S.Bach, Praag, CZ
- Almut Rössler - O.Messiaen, Praag, CZ

Van 2001 tot 2003 studeerde ze "Künstlerische Ausbildung" aan de Hogeschool voor Kerkmuziek in Heidelberg, bij Martin Sander en van 2003 tot 2006 aan dezelfde hogeschool "Kerkmuziek B".
Na 2003 studeerde ze ook nog verder bij Martin Sander en na 2006 Kerkmuziek B, ook in Heidelberg.
Sinds 2001 is ze organist en koorleider in de Evangelische kerk van Weinheim en sinds 2007 plaatsvervangend organist in de katholieke jezuiëtenkerk van Mannheim.
Ze is ook als docente actief:
- 1992-1995 Muziekschool Třemošná bij Pilsen
- 1998-2001 Jaroslav Ježek Conservatorium in Praag
- 2000-2001 Musikschool Říčany bij Praag
- sinds 2001 geeft ze privéonderricht orgel en piano

## Wedstrijden
- 1981 Pianoconcours van de muziekscholen bij Pilsen (CZ) - 1ste Prijs
- 1988 Pianoconcours van de muziekscholen van Tachau (CZ) - 1ste Prijs
- 1993 Pianoconcours in Pardubice (Ostbohemen)
- 1994 Concours Jonge Organisten in Opava (CZ) - 2de Prijs
- 1997 Internationale orgelwedstrijd in het kader van de Praagse Lente.
- 2002 "Arthur Piechler Internationaler Orgelwettbewerb" in Landau a.d.Isar (Beieren) - 4de Prijs
- 2003 Internationale orgelwedstrijd in het kader van het Musica Antiqua Festival in Brugge, Eerste prijs en Publieksprijs.
- 2005 Internationale Orgelwedstrijd Musashino-Tokio (Japan) - Vierde prijs en Publieksprijs
- 2007 Internationale Orgelwedstrijd "Orgue sans frontieres" Luxemburg - Eerste prijs en Publieksprijs.

## Concerten
Reindlova treedt vaak op met orkesten en koren, onder meer met:
- Talich Kammerorchester Prag (G.F.Händel - Konzert für Orgel und Orchester g moll, op.4, Nr.1)
- Orchester Berg Prag (Eugen Suchoň - Symphonische Fantasie über BACH für Orgel, Streichorchester und Schlagzeug)
- Blasorchester der Akademie der musischen Künste Prag (Paul Hindemith - Konzert für Orgel und Kammerorchester, op.46, Nr.2)
- Met anderen:
  - Petr Eben - Tres iubilationes für 4 Blechblasinstrumente und Orgel - Krajiny patmoské (Landschaften von Patmos) für Orgel und Schlagzeug - Mutationes für 2 Orgeln
  - Louis Vierne - Messe solennelle cis moll, op. 16 für Chor und 2 Orgeln
  - Marcel Dupré - Quatre Motets op.9 für Chor und 2 Orgeln
  - Maurice Duruflé - Requiem op. 9 (Version für Chor, Orgel und Kammerorchester)

## Discografie
- 2000 - Orgelcyclus "Laudes" van Petr Eben
- 2006 - Orgelconcert op het orgel van de Evangelische kerk in Weinheim